# USS Dwight D. Eisenhower (CVN-69)
USS Dwight D. Eisenhower (CVN-69) é um superporta-aviões de propulsão nuclear norte-americano da classe Nimitz.
O navio da Marinha dos Estados Unidos recebeu o nome do 34º Presidente dos Estados Unidos de 1953 até 1961 Dwight D. Eisenhower (1890-1969).

## Prêmios e condecorações
|  |

| Nove condecorações "Battle "E" award", em 1979, 1980, 1981, 1985, 1990, 1998, 1999, 2006 e 2012. Distintivo mostrado acima. |
| Em 1999 ganhou o prêmio Marjorie Sterrett Battleship Fund Award para a Frota do Atlântico.                                  |